# Güzelhisar-Talsperre
Die Güzelhisar-Talsperre (türkisch Güzelhisar Barajı) befindet sich am Güzelhisar Çayı in der West-Türkei.
Die 1975–1982 errichtete Talsperre liegt an der Grenze der Provinzen Manisa und İzmir. 
Sie versorgt den Landkreis Aliağa mit Trinkwasser sowie die nahegelegene Erdölraffinerie mit Betriebswasser.
Das Absperrbauwerk ist ein 86 m hoher Steinschüttdamm mit Lehmkern. Das Dammvolumen beträgt 3,1 Mio. m³.
Der 5,8 km² große Stausee verfügt über einen Speicherraum von 155,35 Mio. m³.